# まんが日本の歴史
『まんが日本の歴史』（まんがにほんのれきし）は、大月書店から出版された日本の歴史についての学習漫画シリーズ（叢書）。1987年から1988年にかけて刊行された。全12巻。

## 特徴
日本の歴史の成り立ちを古代から現代まで描かれているが、大月書店が日本共産党関連の出版社だった事により、取り上げる事柄が明治以降に重点が置かれており、当時池袋にあった自由学園や甘粕事件、治安維持法改正に反対し暗殺された山本宣治の生涯を1章分使い取り上げるなど、共産主義、社会主義に基づいた施設、人物や社会主義が虐げられた歴史を取り上げている。
1期が刊行されたのみで以降2期の改編はされていない。

## スタッフ
- 編集：加藤文三、吉村徳蔵、黒羽清隆
- 作画：向中野義雄

## 各巻
1. 大昔にせまる（1987年4月） - 原始時代（旧石器時代・縄文時代・弥生時代）
2. 大王のくにへ（1987年4月） - 古墳時代・飛鳥時代
3. 古代の人びと（1987年6月） - 奈良時代・平安時代
4. さむらいの登場（1987年7月） - 鎌倉時代
5. 天下統一の道（1987年9月） - 室町時代・安土桃山時代
6. 世界から切りはなされて（1987年10月） - 江戸時代前期
7. 日本、世界とであう（1987年11月） - 江戸時代後期
8. 新しい国をつくろう（1987年12月） - 明治時代前期
9. 東アジア世界のなかで（1988年2月） - 明治時代後期
10. ベストファイブ日本（1988年3月） - 大正時代
11. 一五年もつづいた戦争（1988年4月） - 昭和 戦前期
12. 不死鳥のように（1988年5月） - 昭和 戦後期